# Giant in My Heart
Giant in My Heart è un brano musicale interpretato dalla cantante canadese Kiesza e pubblicato nel 2014 come secondo singolo estratto dal suo album d'esordio Sound of a Woman.

## Video musicale
Il videoclip è stato girato a New York e diretto da Rami Samir Afuni. Esso è stato pubblicato il 1º luglio 2014.

## Tracce
1. Giant in My Heart – 4:29
2. Giant in My Heart (Billon Remix) – 5:29

## Classifiche
| Classifica (2014) | Posizione massima |
| ----------------- | ----------------- |
| Austria           | 53                |
| Belgio (Fiandre)  | 12                |
| Belgio (Vallonia) | 43                |
| Canada            | 52                |
| Germania          | 11                |
| Irlanda           | 72                |
| Regno Unito       | 4                 |
| Svizzera          | 48                |